# Diocèse de Chichester
Le diocèse de Chichester (en anglais : diocese of Chichester) est un diocèse anglican de la Province de Cantorbéry. Il s'étend sur le Sussex. Son siège est la cathédrale de Chichester. Le diocèse a été créé en 1075, en remplacement de l'ancien évêché de Selsey.
Le diocèse se divise en trois archidiaconés :
- Chichester,
- Horsham,
- Lewes & Hastings.

Deux évêques suffragants en relèvent également :
- l'évêque d'Horsham,
- l'évêque de Lewes.